# Morpho heraldica
Morpho heraldica är en fjärilsart som beskrevs av Friedrich Wilhelm Niepelt 1927. Morpho heraldica ingår i släktet Morpho och familjen praktfjärilar. Inga underarter finns listade i Catalogue of Life.